# ROPPONGI 3K
ROPPONGI 3Kは、新日本プロレスのタッグチームである。

## 概要
後のSHO&YOH組となる田中翔と小松洋平は、新日本プロレスの2012年2月同期入門組であり、ヤングライオン時代から度々タッグを結成していた。2016年1月から田中・小松は共に海外武者修行に旅立ち、「風神・雷神」（CMLL）、「テンプラボーイズ」（ROH）のチーム名でタッグチームとして活躍した。
2017年9月16日、新日本プロレス広島大会にて、IWGPジュニアタッグ王座を防衛した田口隆祐＆リコシェ組に対し、同日にROPPONGI VICEラストマッチを戦ったロッキー・ロメロが「ROPPONGI 3K」なるタッグチームを連れてくると挑戦表明する。しかしロッキーはこのタッグチームの詳細を明かさず、同王座防衛戦が決定するも挑戦者組はどちらも「X」と発表される。
10月9日、両国国技館大会にて、IWGPジュニアタッグ選手権試合が行われる。登場した挑戦者組である「X」はかつての田中・小松であるSHO&YOH組であった。試合では華麗なタッグワークを披露し試合を展開。最後は合体技3Kで王者組の田口＆リコシェ組から王座奪取。初挑戦ながら初戴冠を果たし、第54代王者に輝いた。その後もジュニアタッグ戦線で活躍し、IWGPジュニアタッグ王座を計5度戴冠、SUPER Jr. TAG TOURNAMENTを3連覇するなどの戦績を収めた。しかし2021年のSUPER Jr. TAG LEAGUE直前からYOHが極度のスランプに陥り、大会終盤の8.16東京・後楽園ホールでの金丸義信&エル・デスペラード戦で攻め込まれ窮地に陥ったYOHをSHOが救出せず敗戦。試合後、SHOがYOHに対しショックアローを放つとさらに「もう用済みだ」と決別を宣言。タッグ解消となった。

## タイトル歴
新日本プロレス
- IWGPジュニアタッグ王座：5回（第54、56、59代、61代、65代）
- SUPER Jr. TAG TOURNAMENT/SUPER Jr. TAG LEAGUE優勝：3回（2017年、2018年、2019年）

## 合体技
STRONG X
SHOのフィニッシャーであるショック・アローとYOHのコーナーからのダイビングフットスタンプの合体技。ROPPONGI 3Kにおける現在のフィニッシャー。2020年1月5日東京ドーム2連戦2日目に初披露。コンセプトは監督ロッキー・ロメロがかつてバレッタと共に使用していた合体技「ストロング・ゼロ」（バレッタのデュードバスターとロッキーのコーナーミサイルキックの合体技）。

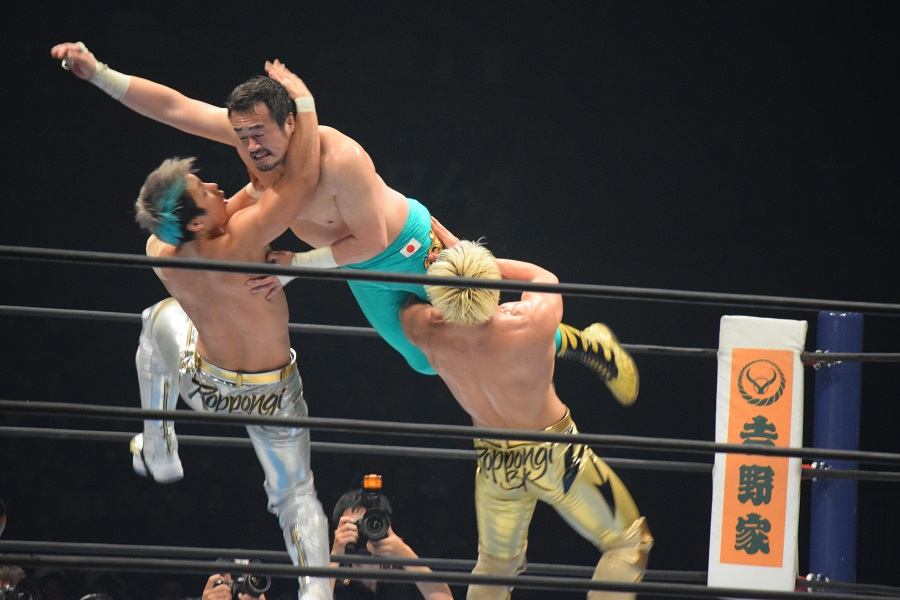
3K
SHOがフラップジャックで相手を持ち上げたところに、YOHが飛びついてコンプリートショットを決める、合体のフェイスバスター。
ダブルジャンピングニー
ROPPONGI VICEから継承。